# Provinz Prato
Die Provinz Prato (italienisch Provincia di Prato) ist eine italienische Provinz der Region Toskana. Sie hat 259.921 Einwohner (Stand 31. Dezember 2023) in sieben Gemeinden auf einer Fläche von 365 km². Hauptstadt ist Prato.
Die Provinz, die 1992 aus der Provinz Florenz (heute Metropolitanstadt Florenz) ausgegliedert wurde, grenzt im Norden an die Metropolitanstadt Bologna in der Region Emilia-Romagna, im Osten und Süden an die Metropolitanstadt Florenz und im Westen an die Provinz Pistoia.

## Gemeinden
(Einwohnerzahlen Stand 31. Dezember 2023)
| Gemeinde        | Einwohner |
| --------------- | --------- |
| Prato           | 197.088   |
| Montemurlo      | 19.134    |
| Carmignano      | 14.618    |
| Vaiano          | 9884      |
| Poggio a Caiano | 9917      |
| Vernio          | 6149      |
| Cantagallo      | 3131      |

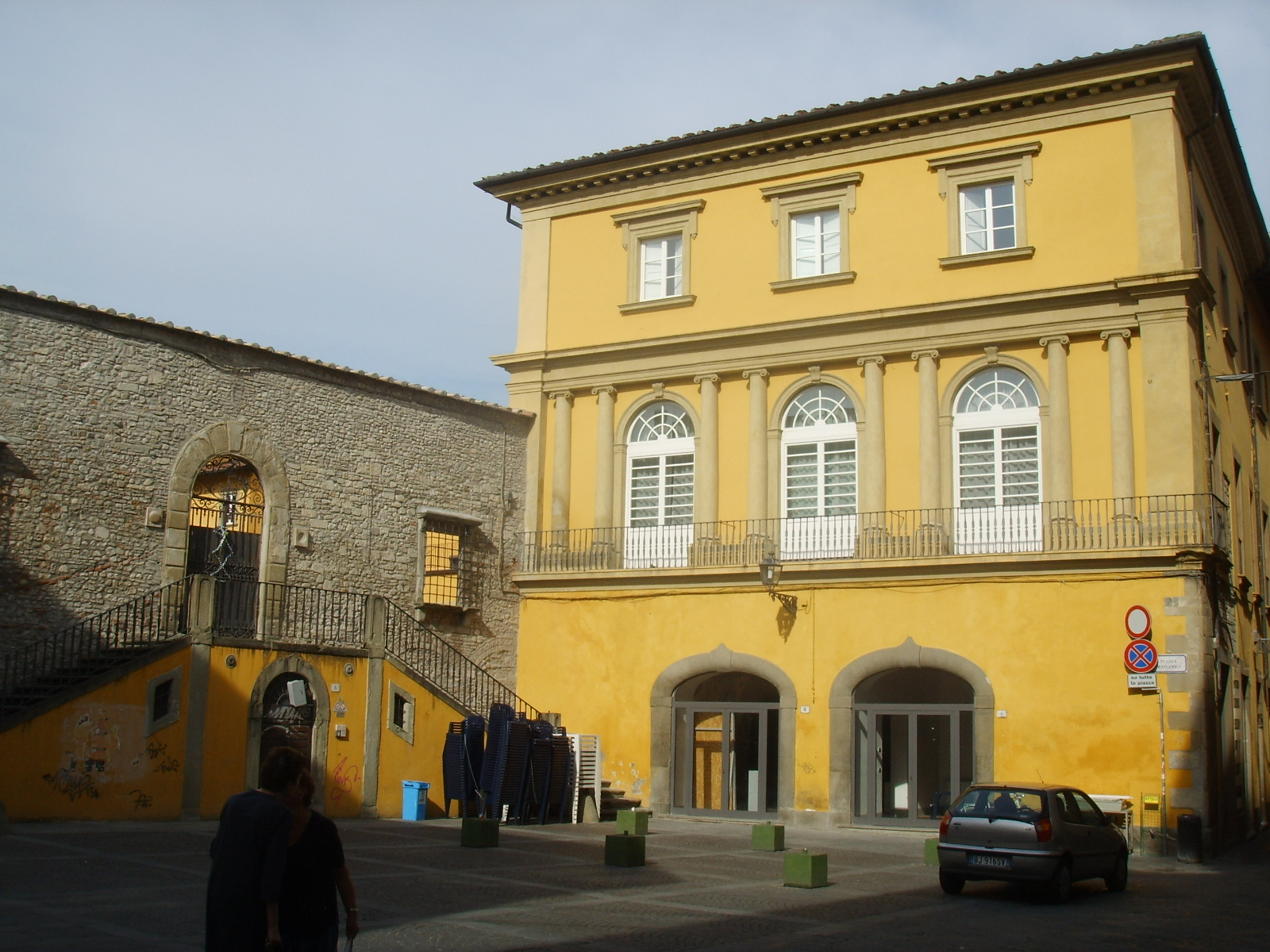
Prato, Palazzo Banci Buonamici, Regierungssitz der Provinz

Die Liste der Gemeinden in der Toskana beinhaltet alle Gemeinden der Provinz mit Einwohnerzahlen.

## Partnerstädte
Die Provinz Prato unterhält seit 2002 eine Partnerschaft mit Wenzhou, China.